# Ромуальд Траугутт
Ромуальд Траугутт (пол. Romuald Traugutt; 16 січня 1826, Шестаково, Гродненська губернія — 5 серпня 1864, Варшава) — польський революціонер, генерал, диктатор Січневого повстання, раніше — військовий начальник Кобринського повіту.

## Життєпис

### Дитинство і служба в російській армії
Народився в селі Шестаково Гродненської губернії (зараз — республіка Білорусь). Батько — Людвік Траугутт, виходець з німецької родини, яка перебралася до Польщі за часів саксонської династії (XVIII ст.), мати — Алоїза, уроджена Блоцька. Мати померла коли малий Ромуальд мав лише 2 роки, вихованням малюка займалася переважно бабуся, Юстина Блоцька, яка прищепила Ромуальду патріотичні цінності. У 1836 р. Ромуальд поступив до гімназії у Свіслочі, яку закінчив у 1842 р. з хорошими успіхами (срібна медаль за навчання та атестат про закінчення середньої школи, що дає право на 14-й чиновницький ранг). Потім спробував продовжити навчання. Змалку він хотів вступити до Інституту інженерів шляхів сполучення у Петербурзі. Однак інститут було реорганізовано, і Траугутт не був прийнятий до нього через вік.

### Угорська кампанія та інші військові виправи
Основна стаття: Революції 1848—1849 років.
Основна стаття: Угорське повстання (1848—1849).
У грудні 1844 року Ромуальд Траугутт склав іспит на саперного юнкера, а в січні 1845 року розпочав військову підготовку в Желехуві. Там навчався в офіцерській школі під наглядом полковника Францішека Юста. Трирічні курси завершилися офіцерським іспитом у Петербурзі, куди його відправили з шістьма товаришами. Траугутт здав екзамени з відзнакою, а в лютому 1848 року в чині прапорщика повернувся до Желехова. Там він дізнався, що його батальйон буде використаний для придушення революції в Угорщині, яка спалахнула під час Весни народів. Підрозділ Траугутта увійшов до складу армії під командуванням Івана Паскевича. У травні 1849 року він розпочав свій похід через Краків, Новий Тарг, Карпати до Угорщини. У червні Траугутт отримав звістку про смерть батька. Під час Угорського походу російська армія, до складу якої входив саперний батальйон Траугутта, воювала у тому числі проти військ, у складі яких були польські легіони. Сам Траугутт брав участь у битвах під Пряшовим (8–12 червня), Кошице (15 червня), Дьондьошем (29 червня), Вац (3–5 липня), Темешваром (9 серпня) і Вілагошом (13 серпня). Після закінчення військових дій 6 жовтня загін Траугутта повернувся до Царства Польського. На польські землі він ступив біля села Краскув.

### Одруження
25 липня 1852 року Ромуальд Траугутт одружився. Весілля відбулося у Варшаві. Його обраницею стала Анна Емілія Пікель, донька варшавського ювеліра-лютеранина, яка за рік до весілля мусила перейти у католицтво. Подружжя оселилося в Желехуві, де провело наступні два роки. Тоді Траугутт отримав винагороду за військові успіхи в Угорщині — нову квартиру, грошову премію в 245 карбованців сріблом і орден св. Анна 2 ступеня. 28 липня 1853 року в Дембліні народилася їхня донька Анна Іннокентія (прізвище після шлюбу — Корвін Юшкевич, померла 5 червня 1938 року).

### Турецька війна
Основна стаття: Кримська війна.
Тим часом почалася нова війна — цього разу проти Туреччини. 1 грудня 1853 року Траугутт був відправлений на південний схід. Його підрозділ пройшов через Молдову, Валахію і 11 квітня дістався Криму, де йому було доручено укріпити фортецю у Силістрі. Згодом брав участь у бойових діях під час облоги Севастополя. Потім Траугутта перевели до штабу в Севастополі, а потім у Бахчисараї. Там він пробув до 20 березня 1856 р. 26 червня 1857 р. отримав звання штабс-капітана, потім став ад'ютантом Головного штабу 2-ї армії.

### Подальша військова кар'єра
25 липня 1856 року Ромуальд Траугутт прибув до Одеси, де до нього приєдналася його родина — дружина, бабуся та дочка. Вони жили разом у Харкові, де Траугутт став скарбником і інспектором комісії з ліквідації справ і рахунків головного штабу та канцелярії колишньої 2-ї армії. 28 квітня 1857 р. в офіцера народилася друга донька, яку назвали Алоізія, на честь матері Ромуальда (Алоізія стала вчителькою дикції та декламації, померла 26 серпня 1907 р.). У 1858 році Траугутт був переведений у Петербург, до інженерного відомства імператорського штабу. Крім штабної роботи, він читав лекції у вищому військовому училищі. 1 січня 1859 року за попередні успіхи та сумлінну працю Траугутт отримує ще одну відзнаку — орден св. Анни, 3 ступеню. Того ж року його дружина народила двійню, хлопчика та дівчинку. Радість порушила смерть його бабусі Юстини в листопаді 1859 р. Наступний рік був для Траугутта серією ударів — один за одним померли його найближчі родичі: молодша дочка Юстина (жовтень 1859 р.), дружина Анна (1 січня 1860) і син Конрад (травень 1860). Після цих подій вдівець пережив нервовий зрив і, бажаючи одужати, переїхав до маєтку в м. Біла, яким володіла його сестри Алоїза Юшкевич. Пізніше Траугутт отримав у спадок від хрещеного батька маєтки в Острові та Забаві.
Того ж року він познайомився з Антоніною Костюшко, онукою брата знаменитого польського полководця Тадеуша Костюшко. Невдовзі він запропонував їй руку і серце, і 13 червня 1860 року вони одружилися в с. Клопцин. У той час Траугутт уже планував вийти у відставку через проблеми зі здоров'ям, а також через чутки про неминуче нове польське повстання. 14 червня 1862 року Ромуальд Траугутт був звільнений з російської армії у чині підполковника з правом носіння мундиру і щорічною пенсією у 230 рублів сріблом. Тоді ж у Кобрині помер дворічний син Траугутта Роман.

## Участь у повстанні 1863—1864 років
Основна стаття: Січневе повстання 1863 р.
До моменту проголошення повстання в Литві (березень 1863 р.) Траугутт не виявляв бажання брати участь у політичному житті. Погляди його були близькі до поміркованої ліберально-консервативної «білої» партії, проте подальші дії відображали скоріше програму радикальних «червоних». Коли спалахнуло повстання, сусіди з Острува (які не надто любили відставного підполковника царської армії, проте знали про його військові заслуги) попросили його прийняти командування над місцевими ополченням. Траугутт довгий час відмовлявся, проте у квітні 1863 року приєднався до повстання. Він прийняв командування Кобринським підрозділом, з яким 17 травня разом з іншими загонами він влаштував вдалу засідку проти російського з'єднання частину під Горками. Згодом він провів ще кілька боїв. Останній відбувся 13 липня під Колодно і закінчився поразкою. У липні 1863 року Траугутт зупинявся в маєтку Елізи Ожешкової поблизу Кобрина. Пізніше Траугутт вирішив поїхати до Варшави. Залишивши сім'ю, він оголосив, що йде до сестри, не сказавши рідним про небезпеку, яка йому загрожує.

### Диктатура Траугутта (17 жовтня 1863— 11 квітня 1864)
У липні 1863 року прибув до Варшави. 3 (15) серпня 1863 присвоєно звання генерала повстанських військ. Направлений у складі військової місії до Франції, однак Наполеон III, відмовився визнавати поляків воюючою стороною, і надавати будь-яку реальну допомогу заколотникам, обмежившись словесною підтримкою. В результаті чого місія фактично провалилася.
Повернувшись до Варшави, заручився підтримкою організації «білих». Які, на одному із засідань 14 жовтня 1863 року висловили недовіру уряду «червоних» на чолі з Францишком Добровольським, який існував з 17 вересня по 17 жовтня 1863 року. Станіслав Франківський та Ігнацій Хмеленьський зажадали негайної відставки останнього, і переформування самого складу уряду. На роль голови повстання ними було запропоновано Ромуальда Траугутта. До цього моменту повстання вже початок терпіти крах, а підпільна система управління заколотом стала розвалюватися. Саме тому 17 жовтня 1863 року Траугутт був обраний головою восьмого складу Національного уряду.
Проте практично відразу ж після закінчення голосування він, незважаючи на протести деякої частини присутніх, проголосив себе диктатором повстання. Однак він не був визнаний диктатором одноголосно і до кінця існування юридично залишався лише головою уряду.
Траугутт, взявши собі псевдонім Міхал Чарнецький, відразу ж взявся за реформування структури управління повстанням.
15 грудня 1863 року видано указ Траугутта про перетворення розрізнених бунтівних загонів в регулярну армію Національного уряду. Кожен загін відтепер був перетворений в корпус під одноосібним командуванням прикріпленого за ним офіцера. Було заплановано створити 5 основних корпусів повстанської армії, однак на ділі план вдався лише частково і були створені лише 2 великих військових формування. I Люблінський корпус чисельністю близько 3.500 осіб під командуванням генерала Міхала Генденрейха і II Краківський корпус чисельністю до 3.500 осіб під командуванням генерала Юзефа Гауке-Босака.
Формування III Серпневого, IV Мазовецького і V Литовського корпусів армії Національного уряду так і не відбулися у зв'язку з важким становищем заколоту і відсутністю достатньої кількості фінансів у Національного уряду.
22 грудня 1863 видано указ про поділ адміністративної та судової влади.
27 грудня 1863 указ про наділення селян виборчими правами та землею в особисте користування, яким Траугутт намагався привернути селянство на свій бік.
Ромуальд Траугутт також намагався всіляко поліпшити фінансове та матеріально-технічне забезпечення повстання. Для цього він намагався не раз зв'язатися з представниками Великої Британії, Франції та інших західноєвропейських країн. Вів таємне листування з Джузеппе Гарібальді, сподіваючись отримати від нього військову підтримаю, але безуспішно. Спроби отримати у всіх перерахованих вище країн якщо не матеріальну, то хоча б фінансову підтримку у вигляді довгострокових кредитів на ім'я Національного уряду, також не увінчалися успіхом.
Також кілька послань адресував римському папі Пію IX, з проханням дати благословення воюючим польським повстанцям, проте Пій IX не удостоїв Траугутта відповіддю.
Єдине, чого домігся уряд Траугутта — це тимчасового припливу добровольців з різних країн Європи (велика частина з Угорщини), які все ж у більшості своїй їхали воювати за свій рахунок. Крім того, їм вдалося ненадовго поліпшити фінансове становище за рахунок грошей зібраних польськими національними громадами за кордоном.

## Арешт, суд і страта
Траугутт був заарештований російською поліцією в ніч з 10 на 11 квітня 1864 року о 2 годині ночі у Варшаві, у квартирі активістки повстання актриси Гелени Кіркорової. Видав його місцезнаходження заарештований учасник повстання Артур Гольдман, зламавшись на допитах. Спочатку Траугутта тримали в «Пав'яку» (в'язниця, яка не збереглася), а потім ув'язнили в 10-му корпусі Варшавської цитаделі. Від нього намагалися отримати відомості про командувачів повстанням, але Траугутт нікого не видав. На одному з допитів він нібито вимовив знамениті слова:
«Національна ідея настільки могутня і настільки розвивається у цілій Європі, що ніщо не може її перемогти».
19 липня Польовий суд виніс вирок: Ромуальд Траугутт був позбавлений усіх звань та чинів та засуджений до страти. Вирок було виконано через повішення біля Варшавської цитаделі 5 серпня 1864 року в нинішньому парку Траугутта біля Форту Легіонів о 10 ранку. Разом з ним були страчені: Рафал Краєвський, Юзеф Точиський, Роман Жулінський та Ян Єзьоранський. У 1916 році тут було встановлено перший хрест і пам'ятний камінь, який існує й нині. Через чотири роки, як свідчить напис на другому камені, тут було поховано п'ять знайдених поруч черепів. Своїм теперішнім виглядом це місце завдячує варшавським майстрам з Гільдії кравців і текстильних ремесел, які в 1971 році фінансували будівництво стін і сходів. Останнім жестом засудженого перед смертю було цілування хреста. Під час страти тридцятитисячний натовп співав поховальний гімн «Святий Боже».
Після страти Траугутта царська влада мала намір забрати його доньок до московського пансіону, щоб виховати у російському дусі, але справа була відкладена через хворобу мачухи. Потім про справу забули, і дочки навчалися у Варшаві та Парижі.
Загиблих повстанців 1863 року президент Другої Польської Республіки Ігнацій Мосціцький нагородив 21 січня 1933 року Хрестом Незалежності з мечами.

## Легенда Траугутта
Відразу після смерті диктатора навколо його особи почав формуватися своєрідний культ. Багато свідків його страти порівнювали смерть Траугутта зі стражданнями Христа. У вересні 1864 року в польському журналі «Ojczyzna», який виходив у Швейцарії, вперше з'явилися некрологи, присвячені Траугутту, в яких стверджувалося, що життя генерала було воістину святим, характер — незламним, а докладені ним зусилля — надлюдськими. Про це писалося у спогадах Юліана Лукашевського (1870), працях Станіслава Козьмяна, Валерія Пшиборовського і навіть російського історика Миколая Васильовича Берга, який цінував його релігійність. Легенду Трауґутта продовжила обширна біографія соратника диктатора Мар'яна Кароля Дубецького, видана 1894 року в Галичині. Легенда Траугутта продовжувала знаходити нових прихильників і в ХХ столітті. Одним із них був Юзеф Пілсудський. Своїм патроном Траугутта обирали групи з діаметрально протилежними поглядами; Його іменем були названо частини Армії Крайової та Польської Народної Армії (Ludowego Wojska Polskiego), збройних сил ПНР за радянських часів.

Маріан Дубецький у своїй книзі «Героїчний полководець Січневого повстання» представив Траугутта як незабутнього борця за «тріумф ідеї Христа». Смерть диктатора в тексті овіяна героїкою та духовним символізмом.

У міжвоєнний період публікувалися драми, присвячені легенді про мученицьку смерть Траугутта. До них відноситься п'єса у п'яти діях «Траугутт: шість моментів із життя героя» (1919) Януша Саріуша Камоцького про повстанську діяльність Траугутта до його ув'язнення в цитаделі. Траугутт постає тут як ідеальний герой, який страждає за свою країну, а його підлеглі солдати абсолютно віддані своєму полководцю. Смерть Траугутта Камоцький порівнював зі смертю самого Христа. Ще один твір, присвячений диктаторові — драма Яна Жевніцького «1863. Сценічні образи Січневого повстання» (1930). Передостання сцена під назвою «Благовіщення», яка описує готовність Траугутта перебрати владу, відсилає до біблійного Благовіщення. В останній сцені, що показує смерть героя, використано мотив «шибениці-Хреста».

У 1950-х роках з'явилися «Балада про смерть Ромуальда Траугутта» Марека Антонія Василевського та «Смерть Траугутта» Леопольда Левіна. Обидва тексти мають релігійну символіку, а смерть диктатора порівнюється зі смертю Христа на Голгофі. У 1963 році Антоній Богуславський написав вірш під назвою «Траугутт», у якому автор не шкодує слів на похвалу героя і представляє його як людину без жодного недоліка.

Постать Траугутта зустрічається також у сучасній поезії та прозі. «Європа не дозволить» Януша Данковського є прикладом роману, у якому перебіг Січневого повстання маргіналізовано, але жахливість поразки представлена крізь призму смерті Траугутта. Диктатор Січневого повстання також з'являється в сучасній поезії, наприклад, у поемі Міхала Зелінського «Ромуальд Траугутт» або «Жест» Станіслава Ґрохов'яка — усі вони просякнуті скорботою через втрату Траугутта. У першому вірші це підкреслюється виразом «Глухий біль вдарив у стіни Цитаделі» (…) І дзвін скорботний задзвонив на вежі". В обох поезіях герой гіперболізовано шляхетний, а його смерть прекрасна і піднесена.

Спроби беатифікації
У різні часи заходила мова про спроби розпочати беатифікаційний процес щодо Ромуальда Траугутта. Ця ідея виникла в о. Юзефа Яжебовського, біографа диктатора. Ідею також підтримав кардинал Стефан Вишинський. Згодом це питання піднімав о. Владислав Клюз, автор книжки під назвою «Диктатор Ромуальд Траугутт» (1982 р.)

## Вшанування
Символічний надгробок диктатора поставлений на могилі його доньки Алоїзі на Повонзківському цвинтарі у Варшаві.

Багато вулиць у польських містах названо на честь Ромуальда Траугутта, він є покровителем скаутських загонів і шкіл, зокрема: Початкова школа № 6 у Любліні, Початкова школа № 5 в Торуні, Початкова школа № 5 у Познані, II середня школа в Ченстохові,
5-та середня школа в Радомі, Середня школа в Седлищі, Середня школа № 15 у Варшаві.
Два кораблі польських океанських: «Ромуальд Траугутт» (1955—1964) і «Траугутт»: (1964—1980).
3-тя Поморська механізована дивізія
У місці, де він жив і був арештований у Варшаві, у 1963 р. відкрито пам'ятний знак у вигляді каменю із написом.
На ймовірному місці страти Траугутта встановлено пам'ятний хрест, а в 10-му корпусі Варшавської цитаделі — реконструйована камера, в якій він був ув'язнений.
У 1928 р. пам'ятник Ромуальду Траугутту відкрито у Свіслочі Волковицького повіту, а в 1929 р. — у Цехоцінеку.
Траугутт був зображений на пам'ятній десятизлотій монеті, введеній в обіг у 1933 році. і в обігу до 1939 р. та на банкноті номіналом 20 злотих, в обігу в 1982—1994 рр.
11 листопада 1938 року Пошта Польська з нагоди 20-річчя відновлення незалежності Польщі випустила серію з 13 марок. Марка вартістю 2 злотих (каталожний номер 321) була присвячена Ромуальду Траугутту. У 1963 році з нагоди сторіччя вибуху Січневого повстання «Польська пошта» випустила поштову марку вартістю 60 грошей із зображенням Ромуальда Траугутта.
28 листопада 1981 року нагороджений Зіркою Витривалості.
Увічненням та популяризацією пам'яті і генерала, і усього Січневого Повстання займався його правнук, полковник Анджей Юшкевич (1923—2009).